# 탑텐 (브랜드)
탑텐(TOPTEN10)은 대한민국의 신성통상이 2012년에 론칭한 패스트 패션 브랜드이다. 2015년 기준으로 대한민국 내 매장 수는 97개이다.
2018년에 릭터, 게임, 음악, 컬쳐 등 전세계적으로 사랑받는 다양한 장르의 아트웍을 활용한 101가지의 콜라보레이션 그래픽 티셔츠를 선보여 화제를 일으켰다. ‘그래픽 티셔츠의 대명사’인 탑텐은 매년 다양한 컨텐츠와의 콜라보레이션을 선보이며 주목받고 있으며 18 SS시즌에도 그 기대에 부흥하고자 다양한 101가지 콜라보 그래픽 티셔츠를 출시했다. 특히 이번 시즌에는 추억의 게임 캐릭터인 팩맨부터 인기 만화영화 심슨, 디즈니까지 캐릭터 마니아들의 소장욕구를 자극하는 다양한 제품들을 선보이며, 고객들에게 큰 반응을 얻었다.
2020년 2월엔 요가&필라테스 및 스포츠 웨어를 전문으로 판매하는 탑텐 밸런스(BALANCE)를 출시했다.

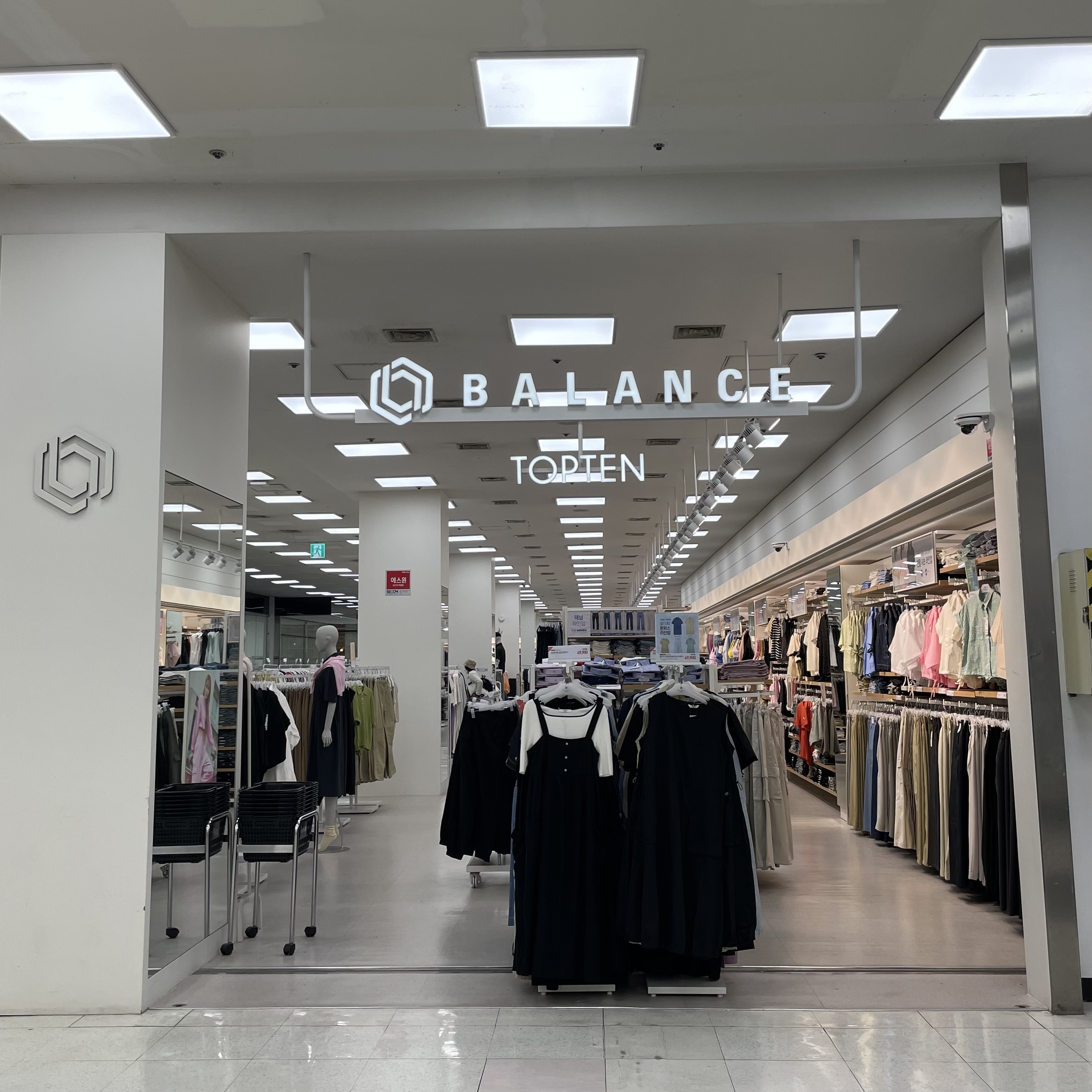
탑텐 밸런스 매장

## 같이 보기
- 스파오
- 에잇세컨즈
- 후아유